# Prowincja Asti
Prowincja Asti (wł. Provincia di Asti) – prowincja we Włoszech. 
Nadrzędną jednostką podziału administracyjnego jest region (tu: Piemont), a podrzędną jest gmina. 
Prowincja Asti dzieli się na 118 gmin.